# Національний театр опери та балету Республіки Молдови
Націона́льный теа́тр о́пери та бале́ту Респу́бліки Молдо́ви імені Марії Бієшу — музичний театр у Кишиневі, столиці Молдови.
У театрі регулярно проводяться різні концерти та фестивалі, зокрема відомий фестиваль «Запрошує Марія Бієшу».

## Історія
Заснований у 1956 році на базі Молдавського театру опери, балету та драми, який у свою чергу був створений у 1955 році на основі Молдавського музично-драматичного театру. Першим керівником театру (1956—1964) був композитор Д. Г. Гершфельд — театр відкрився 9 червня 1956 року постановкою його опери «Грозован».

## Репертуар

### Опери
- Франческо Чілеа «Адрієна Лекуврер» Опера в чотирьох діях
- Джузеппе Верді «Аїда» Опера в чотирьох діях
- Джузеппе Верді «Бал-маскарад» Опера в трьох діях
- Джакомо Пуччіні «Богема» Опера в трьох діях
- Петро Чайковський «Євгеній Онєгін» Опера в трьох діях
- Петро Чайковський «Іоланта» Опера в одній дії
- Жорж Бізе «Кармен» Опера в чотирьох діях
- Гаетано Доніцетті «Любовний напій» Опера в двох діях
- Гаетано Доніцетті «Лючія де Ламмермур» Опера в двох діях
- Джакомо Пуччіні «Мадам Баттерфляй» («Чіо-Чіо-Сан») Опера на дві дії
- Джузеппе Верді «Набукко» Опера в чотирьох діях
- Вінченцо Белліні «Норма» Опера в двох діях
- Руджеро Леонкавалло «Паяци» Опера в двох діях з прологом
- Петро Чайковський «Пікова дама» Опера в трьох діях
- Джузеппе Верді «Ріголетто» Опера в трьох діях
- Вольфганг Моцарт «Весілля Фігаро» Опера в чотирьох діях
- Джоакіно Россіні «Севільський цирульник» Опера в двох діях
- П'єтро Масканьї «Сільська честь» Опера в одній дії
- Джакомо Пуччіні «Тоска» Опера в трьох діях
- Джузеппе Верді «Травіата» Опера в трьох діях
- Джузеппе Верді «Трубадур» Опера в чотирьох діях
- Джакомо Пуччіні «Турандот» Опера в трьох діях

### Балети
- Богдан Павловський «Білосніжка і сім гномів» Балет в трьох діях
- Людвіг Мінкус «Дон Кіхот» Балет в трьох діях з прологом
- Адольф Адан «Жизель» Балет на дві дії
- Жорж Бізе «Кармен-сюїта» Балет на одну дію
- Лео Деліба «Коппелія» Балет в трьох діях
- Петро Чайковський «Лебедине озеро» Балет в чотирьох діях
- Сергій Прокоф'єв «Ромео і Джульєтта» Балет в трьох діях
- Херман Левенскьольд «Сильфіда» Балет на дві дії
- Петро Чайковський «Спляча красуня» Балет-феєрія в трьох діях з прологом
- Петер Гертель «Марна пересторога» Балет в трьох діях
- Карен Хачатурян «Чиполліно» Балет в трьох діях
- Петро Чайковський «Лускунчик» Балет на дві дії

- Фредерік Шопен «Шопеніана» Балет на одну дію

## Виконавці
- Басін Микола Анатолійович
- Бієшу Марія Лук'янівна
- Ботезату Парасковія Андріївна
- Єрофєєва Людмила Василівна
- Курін Віктор Миколайович
- Лознік Нухим Мойсейович
- Мунтян Михайло Іванович
- Павленко Іон Георгійович — бас.
- Савицька, Валентина Савеліївна
- Стрезева, Світлана Пилипівна

## Диригенти
- Андрій Юркевич
- Миколу Дохотару
- Михайло Сєчкін
- Попова, Світлана Георгіївна
- Альфред Гершфельд
- Міхай Аміхалакьоае